# Zolus
Zolus is een geslacht van kevers uit de familie van de loopkevers (Carabidae). De wetenschappelijke naam van het geslacht is voor het eerst geldig gepubliceerd in 1886 door Sharp.

## Soorten
Het geslacht Zolus omvat de volgende soorten:
- Zolus atratus Broun, 1893
- Zolus carinatus (Broun, 1882)
- Zolus femoralis Broun, 1894
- Zolus helmsi Sharp, 1886
- Zolus labralis Broun, 1921
- Zolus ocularius Broun, 1917
- Zolus subopacus Broun, 1915